# Bactrocera irvingiae
Bactrocera irvingiae
 es una especie de díptero que Drew y Albany Hancock describieron por primera vez en 1994. Bactrocera irvingiae pertenece al género Bactrocera de la familia Tephritidae. Esta especie como plaga agrícola ha sido atacada por los agricultores en Tailandia.